# Julia Anna Gardner

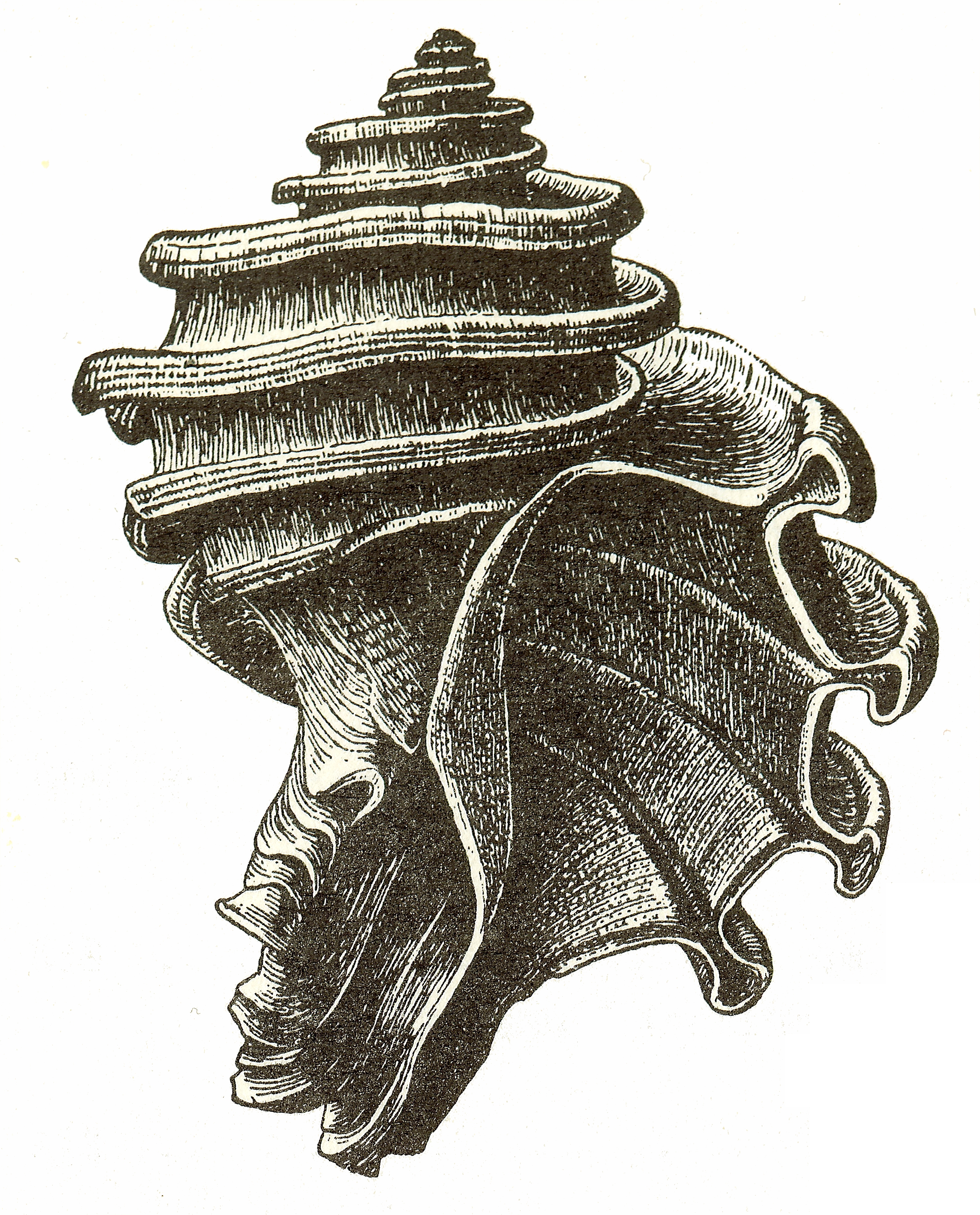
Ecphora gardnerae recibió su nombre de Julia Anna Gardner y es el caparazón fósil oficial del estado de Maryland.

Julia Anna Gardner (Chamberlain, 26 de enero de 1882-Bethesda, 15 de noviembre de 1960) fue una geóloga estadounidense que trabajó para el Servicio Geológico de los Estados Unidos durante 32 años, conocida mundialmente por su trabajo en estratigrafía y paleontología de moluscos.

## Juventud y educación
Gardner nació en Chamberlain, Dakota del Sur, hija única de Charles Henry y Julia (Brackett) Gardner. Se crio en Dakota del Sur pero completó la escuela secundaria en North Adams, Massachusetts.
Obtuvo una licenciatura en 1905 y una maestría en 1907 en Bryn Mawr College. Estudió cursos como paleontología y geología.
Gardner fue la primera mujer admitida como estudiante de pleno derecho en el Departamento de Geología de la Universidad Johns Hopkins, y obtuvo su doctorado en paleontología allí en 1911. Continuó trabajando como asistente en paleontología en la universidad. El Servicio Geológico de Maryland publicó sus estudios sobre los moluscos del Cretácico Tardío de Maryland en 1916.

## Vida profesional
Durante la Primera Guerra Mundial se desempeñó como enfermera auxiliar en Francia. Trabajó con el Comité de Servicio de Amigos Americanos en áreas devastadas de Francia después de la guerra, regresando a los Estados Unidos en 1920. Luego se unió al Servicio Geológico de los Estados Unidos, y pasó la mayor parte de su carrera estudiando los estratos terciarios en la llanura costera, desde Maryland al sur hasta México. Su trabajo en Texas en la década de 1920 incluyó consultas con geólogos de compañías petroleras e identificación de setenta nuevas especies de fósiles de Texas. Hizo una extensa investigación sobre la fauna de la costa del Golfo, incluyendo México, durante las décadas de 1930 y 1940.
Gardner se desempeñó como delegada de los Estados Unidos en el Congreso Geológico Internacional de 1926 en Madrid, España y en el Congreso de 1937 en Moscú.
Durante la Segunda Guerra Mundial, fue miembro de la Unidad de Geología Militar, se convirtió en la líder de un grupo conocido como "The Dungeon Gang". Dentro de este grupo ayudó a preparar planes para las fuerzas armadas, organizó textos, compartió ideas y creó mapas. En el transcurso de la guerra, ayudó a encontrar las playas japonesas utilizadas para lanzar bombas de globo incendiarias, donde se lanzaban identificando fragmentos de proyectiles en el lastre lleno de arena de los globos. Después de la guerra, realizó una gira por Japón, animando a los científicos japoneses a continuar su trabajo. Gardner no solo alentó a los científicos, sino que también alentó a los artistas, mostrando interés en el arte. Su versatilidad la llevó a ser miembro fundador del club de artes en Washington. 
Gardner fue autora de más de 40 informes que se utilizaron como estándares de referencia con respecto a los estratos terciarios en América del Norte y del Sur. Estos incluyen "El grupo medio de Texas" (Texas University Bulletin 3301, 1935); "Moluscos de las formaciones terciarias del noreste de México" (Sociedad Geológica de Estados Unidos, 1947); y "La fauna de moluscos del grupo Alum Bluff de Florida" (documento 142 del Servicio Geológico de los Estados Unidos, 1926-1947).
Gardner escribió artículos que eran principalmente taxonómicos, estrategráficos o paleoecológicos. Sus artículos publicados tratan principalmente de geología de llanuras costeras. Realizó trabajos de campo alrededor del mundo. Pasó semanas visitando y pasando tiempo en lugares que otros geógrafos no se habían atrevido a visitar. Su informe sobre el "Mollusca del Mioceno y Plioceno Inferior de Virginia y Carolina del Norte" (Documento profesional 199-A), publicado en 1943, se basó parcialmente en el trabajo de W.C. Mansfield e incluyó el trabajo que Gardner había comenzado hasta 20 años antes. Este informe incluyó descripciones sistémicas de más de 40 familias de moluscos, que representan 24 superfamilias y cuatro órdenes separados.
En 1960 a la edad de 78 años, Gardner murió en su casa de Maryland.

## Premios y honores
Gardner fue miembro de las sociedades Phi Beta Kappa y Sigma Xi, así como de la Sociedad Geológica de América, la Asociación Estadounidense de Geólogos del Petróleo y la Sociedad Paleontológica. Se desempeñó como presidenta de la Sociedad Paleontológica en 1952 y vicepresidenta de la Sociedad Geológica de América en 1953. Cuando se retiró del Servicio Geológico de los Estados Unidos, recibió la Medalla por Servicio Distinguido. Cientos de personas le escribieron cartas a Julia expresando su afecto por ella. Las cartas estaban encuadernadas en dos volúmenes, que le fue entregado por su jefe de sucursal, Preston Cloud, cuando se jubiló. Fue reconocida no solo por sus aportes geológicos sino también por su gran amistad. Después de su muerte, la sociedad publicó un libro conmemorativo.
Ecphora gardnerae, una concha de caracol extinta recibió su nombre en honor a Julia Anna Gardner. En 1994, el estado de Maryland lo designó como el caparazón fósil oficial del estado de Maryland. Se encuentran especímenes de Ecphora a lo largo de los acantilados de Calvert en los condados de Calvert y St. Mary's, Maryland.